# 聖母子と3人の天使 (ボッティチェッリ)
『聖母子と3人の天使』（せいぼしとさんにんのてんし、伊: Madonna con il Bambino e tre angeli、英: Madonna and Child with Three Angels）または『パディリオーネの聖母』（パディリオーネのせいぼ、伊: Madonna del Padiglione、英: Madonna del Padiglione）は、イタリア初期ルネサンス絵画の巨匠サンドロ・ボッティチェッリが1493年ごろ、板上にテンペラで制作した絵画である。比較的小さなトンド (円形画) に聖母子と天使が描かれている。作品は、ミラノのアンブロジアーナ絵画館に所蔵されている。

## 作品
本作については、『画家・彫刻家・建築家列伝』を表したマニエリスム期の画家・伝記作者のジョルジョ・ヴァザーリが以下のように記述している。
フィレンツェのデリ・アンジェリ修道院長の部屋にある、小さな円い絵も彼 (ボッティチェッリ) の手になるものであるが、きわめて美しい作品である。そこには小さな人物像が多数描かれているが、非常に優雅で、よく考えられたうえで、美しく配置されている。
2人の天使が天蓋を儀式的に開いている。彼らの表情やの衣装の襞は細部まで丁寧に描かれている一方、画面手前の壺は簡略な筆で描かれている。赤い天蓋の布地に透けて、向こうの山並みや建築物が見えるという工夫がなされている。聖母マリアが非常に大きく描かれているが、重要な人物を大きなサイズで描くのはボッティチェッリの晩年に典型的な様式である。
聖母マリアははだけた胸から母乳を出し、幼子イエス・キリストに授乳するために手招きしている。イエスは天使に身体を支えられている。本作のイタリア語の題名にある「パディリオーネ」は「幕屋」を意味し、画面を覆う天蓋に由来する。小さな祈祷台上の開かれた書物はお馴染みのイエスの象徴で、「言 (ことば) は肉体となり」 (「ヨハネによる福音書」 1:14) を表しており、幼子イエス (肉体となった言葉) は自身の素性を示すために書物を手で指している。
「幕屋」は上述の「ヨハネによる福音書」中の1節、すなわち、「そして言 (ことば) は肉体となり、わたしたちのうちに宿った」という箇所を示唆する。一方、『旧約聖書』中の「出エジプト記」には、シナイ半島の荒野で、「そのとき、雲は会見の天幕をおおい、主の栄光が幕屋に満ちた」と記述されている (40:34)。幕屋は移動可能なテントの神殿で、神の言葉「モーセの十戒」を収める聖なる「契約の箱」を保管するために神の指示通りに建てられたものである。この絵画では、聖母マリアは新たな「契約の箱」となっており、それは彼女が箱のように神の言葉 (イエス・キリスト) を収めたからである。書物と開いた幕屋は『旧約聖書』の預言が聖母にイエスが生まれたことで成就したということを意味する。